# Dr. Oetker
A Dr. Oetker KG németországi alapítású cégcsoport számos leányvállalattal, többek között Európában és Magyarországon is. Az egyik legrégebbi német vállalat, éves forgalma meghaladja a nyolcmilliárd eurót.[forrás?]

## Története
1891-ben egy bielefeldi gyógyszertár szertárában a fiatal gyógyszerész, dr. August Oetker különböző porokkal kísérletezett, és megalkotta a Backin nevű sütőport, amely pontosan 1 font liszthez volt elegendő. Vegyi összetételét tekintve nátrium-hidrogén-karbonátot és a foszforsav savanyú sóját vagy dinátrium-dihidrogén-difoszfátot tartalmaz, ezek szabályozzák sütéskor a vegyület elbomlásakor keletkező szén-dioxid gyors vagy lassú felszabadulását. Az Oetker-sütőpornak megközelítőleg egyharmada nátrium-hidrokarbonát, s ezen összetétel a mai napig lényegében változatlan maradt. Bár a sütőport már korábban felfedezte a német Justus von Liebig, ő a nagyüzemi gyártókat célozta meg, míg a Dr. Oetker a háztartásoknak kínálta termékét. A sütőpor rövid idő alatt sikeres lett, 1906-ban már 50 millió tasaknál több volt az éves eladás. A sütőport később más termékek is követték, megjelent a pudingpor, aromák és az étkezési keményítő.

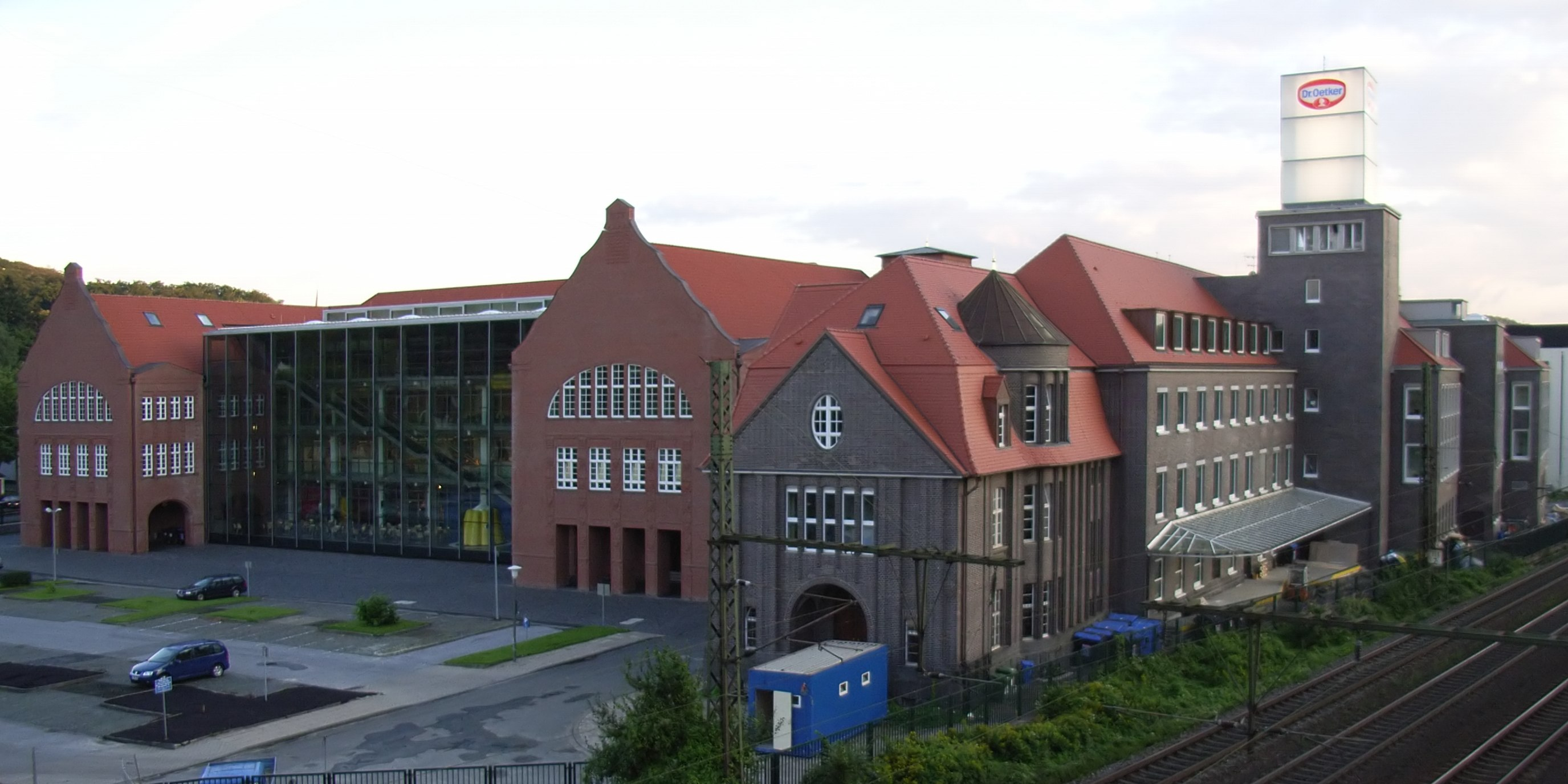
A Dr. Oetker bielefeldi gyára és a Dr. Oetker Welt Múzeum

A vállalat vezetését 1918-tól, az alapító halálát követően Richard Kaselowsky vette át, aki 1916-ban a verduni csatában elhunyt örökös, Rudolf Oetker özvegyének új élettársa volt. Kaselowsky a vállalat tevékenységét mind belföldön, mind a szomszédos országokban erősítette, 1944-ben egy bombatámadás következtében életét vesztette.
Ezután a cégalapító unokája, Rudolf-August Oetker vette át a vállalat vezetését. Az ő irányítása alatt bővült a Dr. Oetker cégcsoport nem élelmiszeripari cégekkel is, erősítve a vállalatcsoport több lábon állását. Ő 1981-ben átadta a vezetést idősebb fiának, az ifjabb August Oetkernek.
Az alapító dédunokájának vezetésével a vállalatcsoport diverzifikációja tovább folytatódott, 2005-ben az árbevétel legnagyobb részét, azaz 43,2%-át a cég Hamburg Süd nevű tengeri hajózással foglalkozó leányvállalata adta. 2010. január 1-jén ifjabb August Oetker testvérének, Richárd Oetkernek adta át a csoport irányítását. Richárd Oetker hivatali ideje 2016. december 31-én járt le, utódja az Oetker cégcsoport korábbi pénzügyi vezetője, Albert Christmann lett.

## A vállalatcsoport struktúrája
Az évek során differenciált vállalati portfólió egyes elemeit hat főbb csoportba sorolja a cég, melyek a következők:
- élelmiszeripar (például a Dr. Oetker, Martin Braun márkák),
- sör és alkoholmentes italok (például a Radeberger, Schöfferhofer, Clausthaler márkák),
- bor, pezsgő, égetett szeszek (például a Henkell, Törley, Gorbatschow Wodka márkák),
- hajózás (Hamburg Süd, Aliança márkák),
- bank (Bankhaus Lampe márka),
- egyéb érdekeltségek (Budenheimben egy vegyi üzem, hotelek).

## A vállalat ábrás védjegyének története

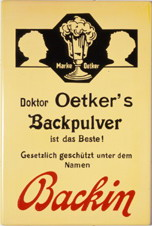
Sütőpor 1902-ből

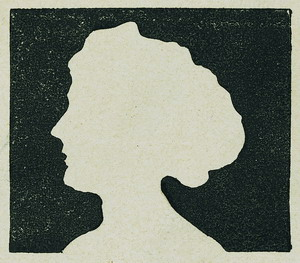
A Dr. Oetker régi logója

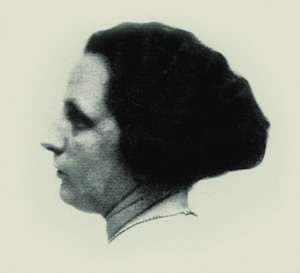
Johanna Kind

Dr. August Oetker szinte a kezdetektől fogva több védjegy jogosultja volt. 1893-ban egy habzó kupa szerepelt a termékeken, amely nem volt más, mint a család neve mellett megjelenő, a patikus múltra utaló vegyészpohár. Később az ábrás logót már jelmondat is kísérte.
1899-ben a cég tulajdonosa grafikusok számára kiírt egy tervezőpályázatot. Számos munka érkezett, közülük Theodor Kind litográfus pályaműve volt a legmeggyőzőbb, amely Johanna lánya fejének sziluettjét ábrázolta. 1900-ban védjegyként bejegyezték a berlini Birodalmi Szabadalmi Hivatalban márkajelként a „Világos fej” emblémát. Az új védjegy 1901 után váltotta fel a vegyészpoharat.
Az ábra 1933-ban újult meg, a fej piros hátteret kapott. 1956-ban ismét apróbb változásokon esett át, de jelentősebben csak 2001-ben reformálták meg. Ekkor a régi védjegy kicsinyített mása köré került egy nagyobb ábra, amelynek közepébe beleírták a tulajdonos család vezetéknevét. Így Johanna Kind fejének sziluettje már több mint száz éve kíséri a márkát a cég termékein, és hivatalos kommunikációs anyagain.

## A Dr. Oetker Magyarország Élelmiszer Kft.
A Dr. Oetker magyarországi leányvállalata a Dr. Oetker Magyarország Élelmiszer Kft., amelynek székhelye 1016 Budapest, Mészáros u. 58. alatt található.

### A magyarországi leányvállalat története
Dr. Oetker célja az volt, hogy sütőporával gazdaságosan és garantált eredménnyel lehessen süteményt készíteni. Erre utal a cég régi szlogenje is: „Világos fej, biztos siker”. A cég régi logója ugyanis egy fehér, női fej volt, amelyet 1901-től a cég összes terméken feltüntették. A cég mai jelmondata, „A minőség a legjobb recept” is a sikert állítja a középpontba.
Az 1910-es években egy Bécs melletti székhelyű vállalat által törtek be Magyarországra is az Oetker-termékek, a céget 1924-ben jegyezzék be Magyarországon. A gyár és az iroda Budapesten, akkori nevén a Conti, mai nevén a Tolnai Lajos utca 25. szám alatt működött a a VIII. kerületben. 1926-tól a magyarországi céget Weisz Frigyes vezette, egészen 1944-ig.
A második világháború  éveiben a magyarországi Oetker-vállalat újra német kézbe került. 1945 után a céget jóvátétel fejében a Szovjetunió kapta meg, a német és osztrák ügyvezetőket oroszok és magyarok váltották fel. Ezt követően a márka évtizedekre eltűnt a magyar piacról. Az 1970-es években újra megjelentek Magyarországon a Dr. Oetker-termékek: a Győri Keksz- és Ostyagyár licenc alapján kezdi gyártani a cég néhány termékét.
A rendszerváltást követően az 1992-ben alakult Dr. Oetker Magyarország Élelmiszer Kft. visszavásárolta a licencet a győri vállalattól.[forrás?] A cég jelenleg a bielefeldi Dr. Oetker Nahrungsmittel KG 100%-os leányvállalata.
1995-ben zöldmezős beruházásként felépült a jánossomorjai gyáregység, ahonnan nem csupán a magyar, de több külföldi piacot is ellát a cég termékeivel.
A magyar leányvállalat ügyvezető igazgatója 2000 óta Kálmán István Csaba.

### A magyarországi leányvállalat termékei
A magyar leányvállalat termékeit nyolc nagyobb csoportra oszthatjuk, amelyek a következők:
- sütési hozzávalók,
- süteményporok,
- dekortermékek,
- desszertek és édes ételek,
- hűtött desszertek,
- müzlik,
- befőzőszerek
- mélyhűtött pizzák és snackek,
- hűtött tészták.[forrás?]

A sütési hozzávalókhoz sorolhatóak azok a termékek, amelyek sütemények készítésére használatosak. Ilyen például a vanillincukor, a sütőpor, az instant élesztő, az étkezési keményítő, a kakaópor vagy a különböző aromák, zselatinok.
A süteményporok (pl.: brownies, muffin alapporok) legfőbb előnye, hogy még a konyhában kevésbé járatos sütni vágyók is kevés hozzávalóval, gyorsan és biztos eredménnyel készíthetnek süteményt belőlük.
A vállalat dekortermékeivel (pl.: marcipán, fondant, dekorcukrok és ostyák) szép és kreatív édességek készíthetők.
A desszert kategóriát a főzőpudingok (talán legtöbben ezzel a termékkel azonosítják a céget), a nemzetközi desszertkülönlegességek (pl.: tiramisu, mousse), a fagyiporok, a desszertöntetek, a forró csokoládék, az édes ételek, valamint a főzés nélküli desszertkrémek alkotják. Utóbbi termékcsoportban a klasszikus Gála és Aranka krémpuding mellett a pohárkrémek is megtalálhatók. Az édes ételek olyan gyorsan elkészíthető kész ételeket jelentenek, mint például a tejberizs, valamint a császármorzsaalap.
A hűtött desszert kategóriát a Felhőcske krémpudingok, illetve a Paula és Paula mini termékek alkotják. A habosan lágy krémpudingok 3, míg a mókás foltos finomságok 7 ízben kaphatók.
A vállalat müzlicsaládja, a Vitalis jelenleg 7 különböző ízben kínál reggelit. Bár a müzli és különböző gabonapelyhek reggelire való fogyasztása Nyugat-Európában sokkal elterjedtebb, mint Magyarországon, ugyanakkor az elmúlt években a hazai piac is folyamatosan fejlődik.
A befőzőszerek - mint például a befőzőcukrok, dzsemfixek - a lekvárok, dzsemek, befőttek készítéséhez kínálnak gyors, kényelmes és egyszerű megoldást.
A cégnek több pizza és snack termékcsaládja is van. A Ristorante a vékonytésztás, olasz stílusú mélyfagyasztott pizzák, a Giuseppe a vastagtésztás, amerikai stílusú mélyhűtött pizzák, míg a Bistro baguette-ek a francia ízek kedvelőinek készülnek.
A Dr. Oetker hűtött tésztái, így a sütésre kész leveles tészta házi krémeshez, rétesekhez, illetve sós vagy édes aprósüteményekhez használhatók.